# B&B Hotels

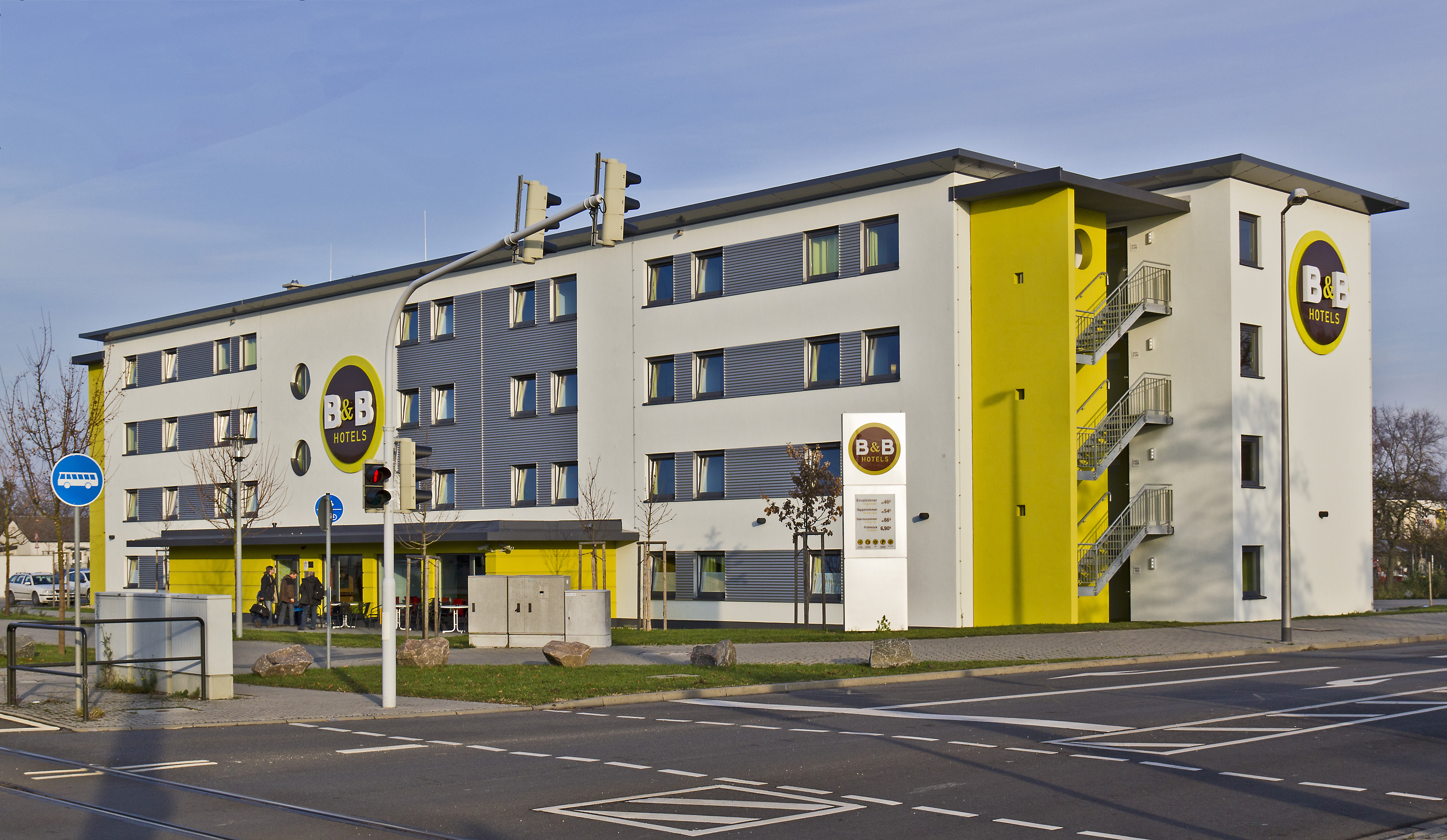
B&B Hotel in Mannheim (Duitsland)

Logo

B&B Hotels is een Franse keten van budgethotels, opgericht in 1990 in Brest. De hotelgroep is actief in verschillende Europese landen.
Het heeft driesterrenhotels in de steden en tweesterrenhotels buiten de steden. Voor de bouw van nieuwe hotels werkt de hotelgroep samen met private investeerders.
In 2007 nam B&B Hotels 61 hotels van Villages Hôtel over. In 2019 werd B&B Hotels eigendom van de Amerikaanse investeringsbank Goldman Sachs.